# Les Dentaux
Les Dentaux är en bergstopp i Schweiz. Den ligger i distriktet Aigle och kantonen Vaud, i den sydvästra delen av landet, 70 km sydväst om huvudstaden Bern. Toppen på Les Dentaux är 1 715 meter över havet.